# 호리 치에미
호리 치에미(일본어: 堀ちえみ, 1967년 2월 15일~)는 일본의 여성 가수이자 배우이다. 본명은 아마코 치에미(尼子智栄美)이다.
1982년 3월 21일, 〈바닷바람 소녀/메르시·보크〉(潮風の少女/メルシ・ボク)으로 연예계에 데뷔한다. 이 때 같이 데뷔한 동기로 미타 히로코, 나카모리 아키나, 코이즈미 쿄코, 이시카와 히데미, 마츠모토 이요, 하야미 유, 시부가키타이 등으로 이들을 일컬어 “꽃의 82년조”(花の82年組)라고 부른다.